# Ruta de Illinois 76
La Ruta de Illinois 76, y abreviada IL 76 (en inglés: Illinois Route 76) es una carretera estatal estadounidense ubicada en el estado de Illinois. La carretera inicia en el oeste desde la US 20     en Belvidere hacia el este en la WI 140     en Bergen. La carretera tiene una longitud de 25,2 km (15.67 mi).

## Mantenimiento
Al igual que las autopistas interestatales, y las rutas federales y el resto de carreteras estatales, la Ruta de Illinois 76 es administrada y mantenida por el Departamento de Transporte de Illinois por sus siglas en inglés IDOT.

## Cruces
La Ruta de Illinois 76 es atravesada principalmente por la  IL 173     en Poplar Grove.